# Porrera
Porrera és una vila i municipi de la comarca del Priorat històric. Està situat a l'extrem de llevant de la zona central de la comarca administrativa, i limita al nord amb Torroja del Priorat i Poboleda, la Morera de Montsant, amb qui té un únic punt de contacte, al Coll de les Marrades, i Cornudella de Montsant. A llevant limita amb la comarca del Baix Camp, a través del terme d'Alforja. Al sud, troba primer a llevant Pradell de la Teixeta, després Falset, i a ponent Gratallops.
Agermanat amb el municipi de Porreres (Mallorca).

## Etimologia
Segons el «Prólech» del text Poemet dedicat á Porrera de D. Bonaventura Aguiló Aulestia, editat a Reus el 1891 amb motiu de la inauguració del Teatre Principal de Porrera, l'origen etimològic del nom del poble radica en les paraules «era» i «por». Això ho explica mitjançant els orígens de la fortificació que hi havia a la part alta de la vila.
D'aquesta llegenda se'n fa ressò el recull d'escrits Crònica de Porrera 1865, i l'autor la qualifica de poc probable. El mateix autor d'aquesta crònica, fill de Porrera i prohom il·lustrat de l'època, diu que l'origen del nom Porrera prové del llatí Vallem Porreram, i més tard Valporriera. Sempre amb el prefix de «vall» abans del nom pròpiament dit. També en aquesta crònica l'autor diu que l'origen de la població actual foren diversos masos escampats per la vall, establerts després de l'atorgament de carta de població per part del rei Alfons el Cast. Sembla, doncs, molt agosarat atribuir a la llegenda de la «por-era» (en què es barregen moros i cristians, quan la vall no era poblada abans de la reconquesta i no existia el castell) l'origen del mot Porrera.
Actualment els filòlegs es decanten per dir que Porrera deriva de l'antic mot llatí Vallem Porreram: vall amb abundància de porros (alls porros), o vall on el porro és abundós, o bé més senzillament la vall dels porros.

## Geografia
- Llista de topònims de Porrera (Orografia: muntanyes, serres, collades, indrets..; hidrografia: rius, fonts...; edificis: cases, masies, esglésies, etc).

El seu terme municipal s'estén per gairebé tota la vall del riu Cortiella, el qual neix al terme veí d'Alforja i corre de llevant a ponent pel mig del terme fins a desembocar al riu Siurana, el qual travessa la punta de ponent del terme de Porrera, a tocar de Gratallops.
L'extrem de ponent del terme de Porrera arriba a les mateixes portes de la vila de Gratallops. En efecte: arriba ran de l'extrem sud-oriental del nucli de població de Gratallops, entre la Font Nova i la Font Vella. Des d'aquest indret, baixa per un barranc a trobar el riu de Siurana a una altura de 190 m, i, un cop travessat, emprèn la direcció nord-est. El termenal segueix una carena que va pujant gradualment cap als 342 m i els 370 m a les Pereroles, després fins als 424 al Collet del Pere Joan, els 517 als Tossals, els 485 a la Roca del Cucut, els 664 a les Estosses, els 668 a la Pedra del Terme, els 734 a la Serra de l'Alari, baixant fins als 539 al Coll de les Marrades. Després torna a pujar, ara cap al Serrat del Molló: 614, 648, 668, 699, 764, 703, 783, 809, 837, 863, i, finalment, 915 al Molló, a l'extrem nord-oriental del terme.
Una carena que baixa gradualment cap als 800 m marca el límit de llevant del terme, que després inflexiona cap a ponent, per, seguint carenes d'uns 700 metres d'altitud, menar a la Roca del Llamp, a 704. Des d'aquest punt, una carena baixa de dret fins al mateix mesclant del riu de Cortiella amb el barranc de la Garranxa, a 347 m, des d'on es torna a enfilar cap al sud. Cal destacar que és aquest just el lloc on el terme d'Alforja forma un entrant bastant profund per sota del terme de Porrera. La carena que segueix el termenal duu a la Punta de la Peixera, de 622 m.
A la Punta de la Peixera el límit del terme se'n va cap al sud-oest, baixant per una carena fins al barranc de les Valls, a 390 m, i s'enfila per l'esquerra d'aquest barranc per una altra carena, fins als 630 m, a les Sentius. D'aquí, i sempre carenant, trenca cap al nord, fins a les Manyanes, on torna a baixar per la Costa de Sales cap a la vall del barranc de la Sentiu, passant pel Coll de la Sentiu, de 380 m. Així, arriba al barranc de les Sentius, a 325 m, i es torna a enfilar per l'altra banda de la vall fins a trobar la carena que separa els termes de Porrera i Falset. Aquesta carena, en direcció ponent, passa per lo Querol, de 602 m, arriba a la Pedra del Terme, de 601 m, a la Serra Alta, des d'on baixa gradualment pels Obacs de Porrera i les Toloses, seguint encara en bona part serretes naturals, fins a trobar el riu de Siurana. El travessa a uns 180 m, i arriba a les portes de Gratallops per l'Aubada, com ja hem expressat anteriorment, pràcticament en el lloc on hi ha la fita quilomètrica número 9 de la carretera T-710.
A l'interior del terme hi ha algunes elevacions, entre 500 i 300 metres d'altitud, que de fet són els terminals de les serres que conformen les serres dels límits municipals.
Ja hem dit que el riu de Cortiella vertebra el terme municipal, però, a més, cal destacar que del sector nord-est del terme rep el barranc de la Garranxa, que conforma una vall tancada en la qual hi havia hagut el poble d'aquell mateix nom, actualment deshabitat. El barranc de la Garranxa rep tot de barrancs curts, entre els quals destaquen els aquí anomenats comes o comellars, ja que conformen petits sectors plans enmig de les muntanyes: Coma d'en Càntir, Coma de l'Hort, Comellar del Xafat, del Llop, dels Escurçons, del Figueres, del Catxot, de l'Àliga, el Comellar Major, el del Mosso, el de la Creu...
El riu de Cortiella ve del sud-est, d'Alforja, i just entra en el terme de Porrera en ajuntar-se-li el barranc de Garranxa. A partir d'aquí rep pel nord el barranc de les Comes, el de les Escomelles, el Comellar de les Arenes, el barranc de les Morlandes, el de les Solanes i altres de menys importància. Pel sud, se li ajunten el barranc de les Valls, a l'alçada del poble, que constitueix una unitat de territori força homogènia: tot el sector sud del terme municipal. Rep el barranc de les Porreres i el Comellar de les Comes, i s'ajunta al riu de Cortiella just al sud-oest del nucli de Porrera. Després, aquest riu rep encara el barranc de les Sentius i tot un seguit de barrancs el nom dels quals ara per ara ens són desconeguts.
Finalment, el riu de Siurana marca l'extrem de ponent del terme, que travessa de nord a sud. És just el tros que es troba entre el nucli de Gratallops i el mesclant d'aigües amb el riu de Cortiella.
Pràcticament tot el terme està format per llicorella paleozoica, coberta abans de vinya, molt reduïda d'ençà de l'aparició de la fil·loxera.
Des del despoblament del llogaret de la Garranxa, la vila és l'únic nucli de població. La població és agrícola, encara que només s'aprofita un 40% del terme. La resta roman erma, dedicada a pasturatge, garriga o bosc. El regadiu no arriba ni a l'u per cent dels conreus. El conreu principal és la vinya, seguit de l'avellana i l'ametller. Hi ha jaciments abandonats de plom i barita. Al terme s'hi troben diverses fonts d'aigua ferruginosa.
La Cooperativa Agrícola fou fundada l'any 1932.
El cantautor i músic Lluís Llach, descendent per part de mare de porrerencs, passa moltes temporades al poble, el qual té com a residència habitual, i li va dedicar un dels seus treballs: Món Porrera (1994) amb algunes lletres que va escriure el poeta Miquel Martí i Pol.

## Comunicacions
A la vila de Porrera es produeix l'encreuament de les quatre carreteres que travessen el terme: de sud-est a oest, la TP-7401 (Porrera-N-420, a Pradell de la Teixeta), la TP-7403 (Porrera-Torroja del Priorat), que de fet són continuïtat una de l'altra, i de nord a sud la T-740 (Falset-Porrera) i la TP-7402 (Porrera-C-242, a Cornudella de Monsant), que també són continuïtat una de l'altra. Trepitja la punta del terme, ran de Gratallops, la carretera T-710 (Falset-la Vilella Baixa), tot just en mig quilòmetre de recorregut per dins del terme.
També travessa un tros del terme de Porrera, entre Gratallops i Torroja del Priorat, el GR-174, anomenat Sender del Priorat. Aquest mateix sender torna a travessar el terme, passant per la mateixa vila, entre Falset i el Coll de la Teixeta.

## Festes i celebracions
El 6 de maig té lloc la festa major en honor de Sant Joan Evangelista, amb ballades i danses populars.
El segon diumenge de novembre és la Festa Major, dedicada a Sant Francesc d'Assís. Va ser traslladada a aquesta data a causa de la verema. Durant la festa tenen lloc nombrosos actes típics de festa major, com la trencada d'olla, repartiment de coques,...
També és tradicional per Sant Blai anar a menjar "el rotllo", tortell fet amb pasta de coca i farcit amb menjar blanc.

## Història

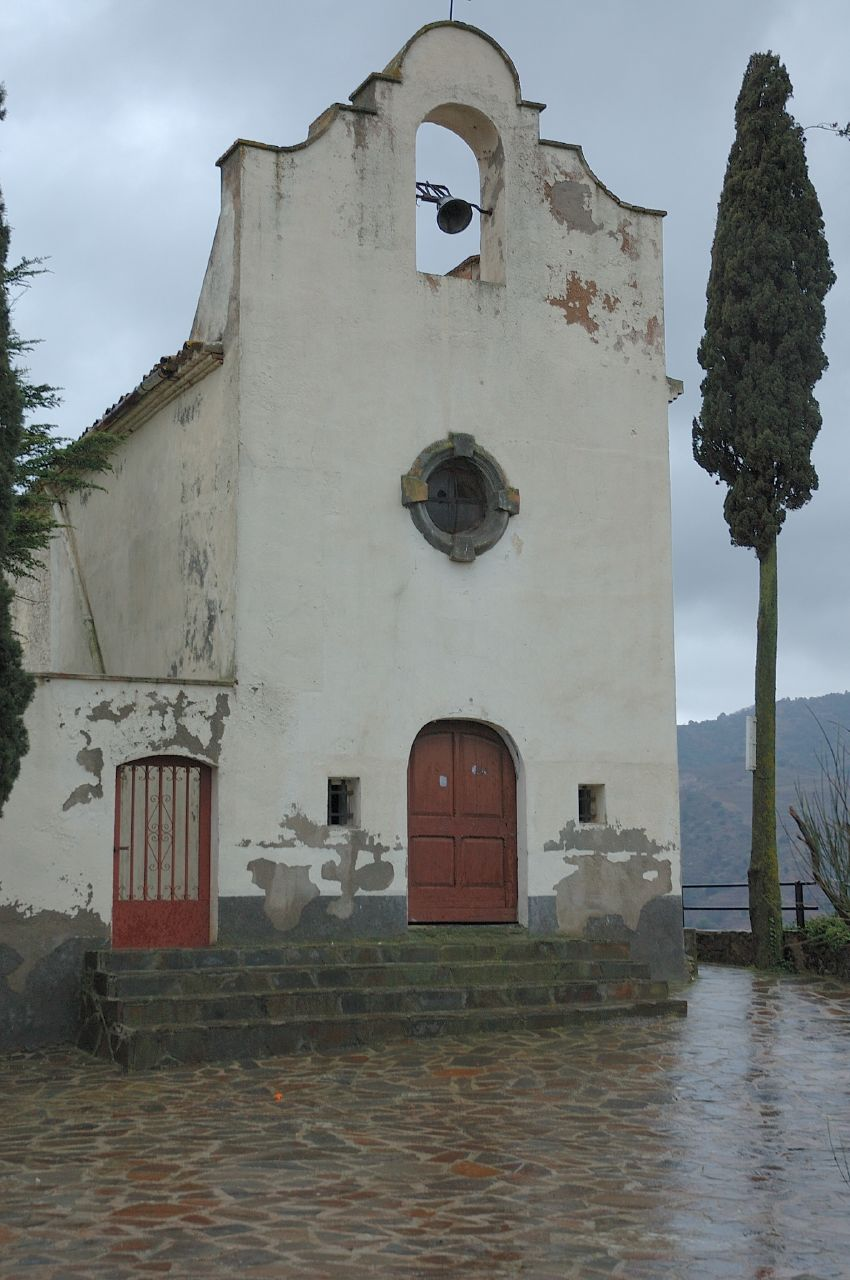
Ermita de Sant Antoni Abat

Originàriament, formà part del territori de Siurana fins al 1170, que passà a Albert de Castellvell, el qual el donà, l'any 1171, al Priorat de Sant Vicenç de Garraf, exceptuant de la donació les mines de plom, estany i ferro.
El 1180, Alfons I donà la vall a Pere de Déu, junt amb les mines d'argent. Això provocà un conflicte amb el Priorat de Garraf, el qual atorgà carta de poblament el 1201. Aquest contenciós es resolgué a favor d'aquest darrer l'any 1203. El 1263, el Priorat de Garraf cedí el territori a la cartoixa d'Escaladei. La pertinença a la Cartoixa també fou conflictiva, ja que els porrerans, davant de l'exigència excessiva de delmes, es rebel·laren i sabotejaren les propietats dels cartoixans.
Durant el s. XIII, la vila estava ben fortificada: tenia castell i muralles. El 1462 la Generalitat demanà homes al poble per anar a combatre contra les tropes del rei. Durant la guerra de Successió, el poble optà pels austriacistes que, a les acaballes de la guerra, infligiren vora Porrera una important derrota als borbònics. Diversos homes del poble seguiren després Joan Barceló, Carrasclet en la seva activitat guerrillera de resistència. El 1718, possiblement en part per aquest motiu, l'Audiència feu esventrar la muralla, juntament amb el castell. Durant la guerra napoleònica, els francesos derrotaren el sometent i després ocuparen i saquejaren la vila. Això provocà una nova embranzida de la guerrilla que aconsegueix derrotar-los l'any 1811.
Al segle xix, la vila fou en tot moment liberal. Un dels episodis més coneguts de la seva història fou l'ocorregut l'any 1822, en ple Trienni Liberal, quan diversos pobles de la rodalia s'aixecaren en protesta per la mala situació econòmica del país. La milícia de Porrera sortí en defensa de la Constitució i es va enfrontar als revoltats, però en absència de la milícia uns 1.500 homes dels pobles revoltats entraren a la vila i incendiaren totes les cases. Arran d'això, les Corts Generals declararen Porrera, vila "eminentemente constitucional" i els seus defensors "beneméritos de la Patria".
La seva història dona raó a les paraules que se li aplicaven a principis del segle passat quan era coneguda com a "población más revoltosa que ninguna otra en Cataluña" però la seva història ens ensenya també que ha estat, des de sempre, un poble compromès amb tot allò que significa llibertat.

## Llocs d'interès

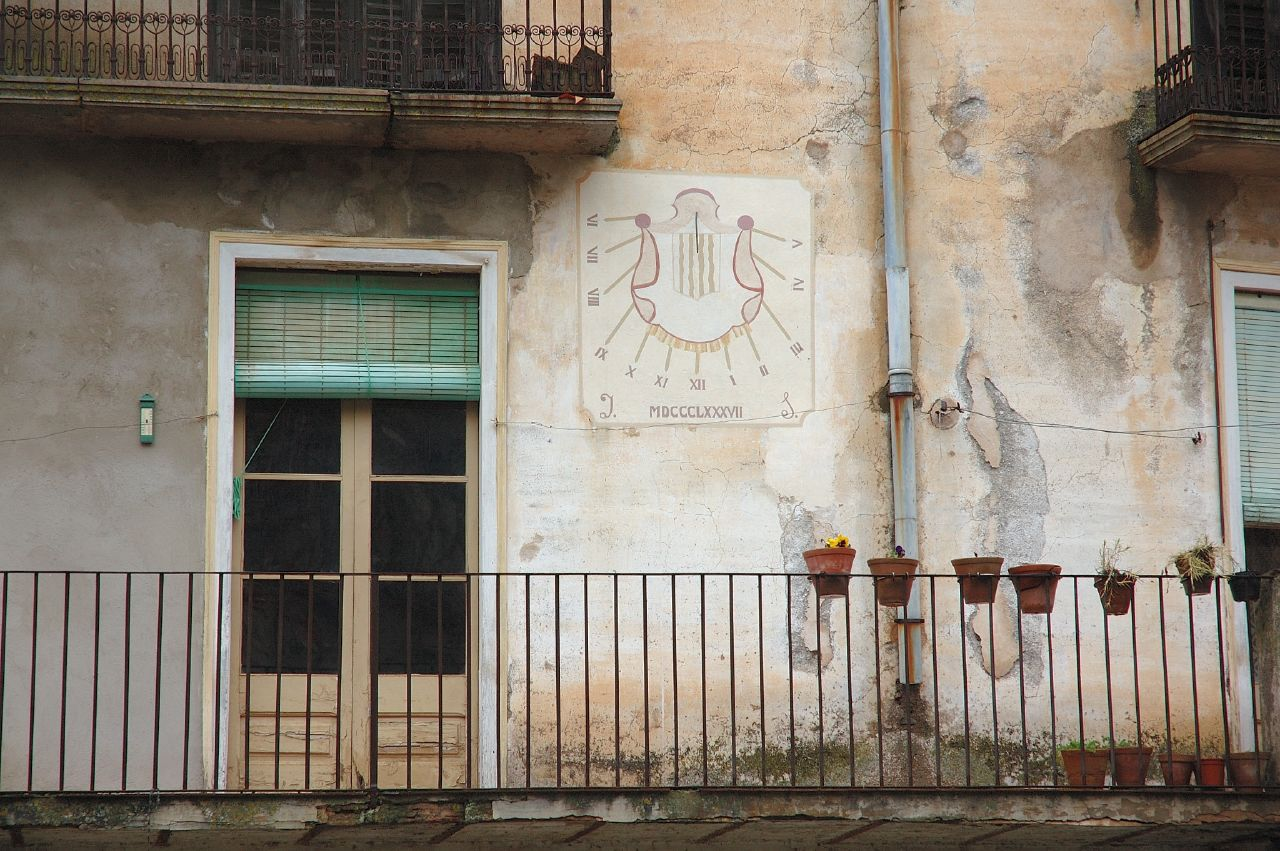
Rellotge de sol

- L'edifici més notable és l'església parroquial, dedicada a Sant Joan Evangelista, neoclàssica, amb elements barrocs, construïda entre els anys 1763 i 1771.

- Malgrat les contínues lluites que ha assolat la població al llarg del temps, Porrera ha fet i refet els seus edificis, conservant sempre el seu aspecte senyorial i orgullós. Les cases, espaioses i sumptuoses, els carrers, el riu i les amples portalades, recorden el seu gloriós passat. Destaquen sobretot els rellotges de sol, datats entre els anys 1840 i 1880. Es poden trobar peces realment interessants, com ara el rellotge vertical declinant, anomenat rellotge de tarda, difícil de trobar arreu de Catalunya.

- Ermita de Sant Antoni Abat, del 1610, que està situada al cim d'un turó espadat.

- Carrasca Mil·lenària del Mas d'en Gregori: és un arbre molt vell, el qual és anomenat localment com a Carrasca Mil·lenària (apareix amb aquesta denominació en plànols molt antics de la zona).[2]

## Demografia
| 1497 f | 1515 f | 1553 f | 1717 | 1787  | 1857  | 1877  | 1887  | 1900  | 1910  |
| ------ | ------ | ------ | ---- | ----- | ----- | ----- | ----- | ----- | ----- |
| 31     | 44     | 42     | 383  | 1.255 | 1.799 | 1.701 | 1.873 | 1.203 | 1.058 |

| 1920 | 1930 | 1940 | 1950 | 1960 | 1970 | 1981 | 1990 | 1992 | 1994 |
| ---- | ---- | ---- | ---- | ---- | ---- | ---- | ---- | ---- | ---- |
| 968  | 908  | 780  | 732  | 714  | 670  | 495  | 455  | 435  | 435  |

| 1996 | 1998 | 2000 | 2002 | 2004 | 2006 | 2008 | 2010 | 2012 | 2014 |
| ---- | ---- | ---- | ---- | ---- | ---- | ---- | ---- | ---- | ---- |
| 444  | 431  | 472  | 467  | 488  | 488  | 464  | 482  | 465  | 461  |

| 2016 | 2018 | 2020 | 2022 | 2024 | 2026 | 2028 | 2030 | 2032 | 2034 |
| ---- | ---- | ---- | ---- | ---- | ---- | ---- | ---- | ---- | ---- |
| 445  | 441  | 424  | 429  | 417  | -    | -    | -    | -    | -    |